# Fanangat
Fanangat es una isla de los Estados Federados de Micronesia. Se ubica en el municipio de Weno-Choniro, Estado de Chuuk, en la parte occidental del país, 700 km al oeste de Palikir.
El clima es moderado. La temperatura media es de 20 °C. El mes más cálido es enero, a 24 °C, y el más frío agosto, a 17 °C. La precipitación media es de 3.807 milímetros por año. El mes más lluvioso es agosto, con 448 milímetros de lluvia, y el menos lluvioso enero, con 165 milímetros.